# محافظه‌کار (رمان)
محافظه‌کار (به انگلیسی: The Conservationist) یک رمان نوشته نادین گوردیمر نویسنده اهل آفریقای جنوبی است که در سال ۱۹۷۴ منتشر شد و موفق شده‌است در همان سال به همراه رمان تعطیلات برنده جایزه ادبی من بوکر شود.